# Саборна џамија у Исфахану
Саборна џамија у Исфахану (перс. مسجد جامع اصفهان) је велика џамија у истоименој иранској покрајини Исфахан. Џамија је резултат континуиране изградње, обнове, доградњи и реконструкција који обухватају распон од око 771. године до краја 20. века.
Саборна џамија у Исфахану једна је од најважнијих иранских верских грађевина. Једна је од најстаријих џамија које још увек постоје у Ирану, а изграђена је у архитектонском стилу са четири засвођена портала (ајван) који гледају један према другом. Основна структура џамије потиче из 11. века, када су селџучки Турци основали Исфахан као своју престоницу. Допуне и измене вршене су за време владавине Илханида, Тимурида, Сафавида и Каџара. На тренутној локацији већ је постојала ранија џамија са јединственим унутрашњим двориштем. Под владавином Малика Шаха I (владао између 1072-1092) и његових непосредних наследника, џамија је добила свој садашњи изглед са четири ајвана.
Саборна џамија може се посматрати као величанствен пример еволуције џамијске архитектуре током дванаест векова, почевши од 841. године. То је најстарија сачувана грађевина овог типа у Ирану и прототип за касније џамије широм централне Азије. Комплекс, површине више од 20.000 m², такође је прва исламска грађевина код које је четвородворишна шема сасанидских палата преуређена у исламску сакралну архитектуру. Њене двослојне ребрасте куполе представљају архитектонску иновацију која је инспирисала градитеље у целом региону. Локалитет карактеришу изванредни декоративни детаљи који представљају стилски развој током више од хиљаду година исламске уметности.
Саборна џамија у Исфахану уписанa је на Унеско листу светске баштине  2012. године.

## Галерија
- Саборна џамија у Исфахану 1
- Саборна џамија у Исфахану 2
- Северни портал Саборне џамије у Исфахану
- Јужни портал Саборне џамије у Исфахану
- Свод јужног портала
- Макета Саборне џамије у Исфахану
- Мапа Саборне џамије у Исфахану
- Саборна џамија у Исфахану, детаљ
- Саборна џамија у Исфахану, 1840.